# Federazione pallavolistica dell'Inghilterra
La Federazione inglese di pallavolo (eng. English Volleyball Association, EVA) è un'organizzazione fondata per governare la pratica della pallavolo in Inghilterra.
Organizza il campionato maschile e femminile, e pone sotto la propria egida la nazionale maschile e femminile.
Ha aderito alla FIVB nel 1964.